# 1978-as Formula–1 osztrák nagydíj
Az osztrák nagydíj volt az 1978-as Formula–1 világbajnokság tizenkettedik futama.

## Futam
| Helyezés | #  | Versenyző             | Csapat/Motor       | Körök | Idő/Kiesés oka | Rajthely | Pontszám |
| -------- | -- | --------------------- | ------------------ | ----- | -------------- | -------- | -------- |
| 1        | 6  | Ronnie Peterson       | Lotus-Ford         | 54    | 1:41:21,57     | 1        | 9        |
| 2        | 4  | Patrick Depailler     | Tyrrell-Ford       | 54    | +47,44         | 14       | 6        |
| 3        | 12 | Gilles Villeneuve     | Ferrari            | 54    | +1:39,76       | 11       | 4        |
| 4        | 14 | Emerson Fittipaldi    | Fittipaldi-Ford    | 53    | +1 kör         | 6        | 3        |
| 5        | 26 | Jacques Laffite       | Ligier-Matra       | 53    | +1 kör         | 5        | 2        |
| 6        | 19 | Vittorio Brambilla    | Surtees-Ford       | 53    | +1 kör         | 21       | 1        |
| 7        | 2  | John Watson           | Brabham-Alfa Romeo | 53    | +1 kör         | 10       |          |
| 8        | 30 | Brett Lunger          | McLaren-Ford       | 52    | +2 kör         | 17       |          |
| 9        | 31 | René Arnoux           | Martini-Ford       | 52    | +2 kör         | 26       |          |
| HN       | 17 | Clay Regazzoni        | Shadow-Ford        | 50    | +7 kör         | 22       |          |
| HN       | 32 | Keke Rosberg          | Wolf-Ford          | 49    | +7 kör         | 25       |          |
| Kizárva  | 22 | Derek Daly            | Ensign-Ford        | 41    | Rajtkiugrás    | 19       |          |
| Kiesett  | 8  | Patrick Tambay        | McLaren-Ford       | 40    | Baleset        | 14       |          |
| Kiesett  | 16 | Hans-Joachim Stuck    | Shadow-Ford        | 33    | Baleset        | 23       |          |
| Kiesett  | 15 | Jean-Pierre Jabouille | Renault            | 31    | Váltó          | 3        |          |
| Kizárva  | 11 | Carlos Reutemann      | Ferrari            | 28    | Rajtkiugrás    | 12       |          |
| Kiesett  | 1  | Niki Lauda            | Brabham-Alfa Romeo | 27    | Baleset        | 4        |          |
| Kiesett  | 3  | Didier Pironi         | Tyrrell-Ford       | 20    | Baleset        | 9        |          |
| Kiesett  | 7  | James Hunt            | McLaren-Ford       | 7     | Baleset        | 8        |          |
| Kiesett  | 27 | Alan Jones            | Williams-Ford      | 7     | Baleset        | 15       |          |
| Kiesett  | 35 | Riccardo Patrese      | Arrows-Ford        | 7     | Baleset        | 16       |          |
| Kiesett  | 23 | Harald Ertl           | Ensign-Ford        | 7     | Baleset        | 24       |          |
| Kiesett  | 25 | Héctor Rebaque        | Lotus-Ford         | 4     | Baleset        | 18       |          |
| Kiesett  | 29 | Nelson Piquet         | McLaren-Ford       | 4     | Baleset        | 20       |          |
| Kiesett  | 20 | Jody Scheckter        | Wolf-Ford          | 3     | Baleset        | 7        |          |
| Kiesett  | 5  | Mario Andretti        | Lotus-Ford         | 0     | Baleset        | 2        |          |
| NK       | 37 | Arturo Merzario       | Merzario-Ford      |       |                |          |          |
| NK       | 9  | Jochen Mass           | ATS-Ford           |       |                |          |          |
| NK       | 18 | Rupert Keegan         | Surtees-Ford       |       |                |          |          |
| NK       | 10 | Hans Binder           | ATS-Ford           |       |                |          |          |
| NeK      | 36 | Rolf Stommelen        | Arrows-Ford        |       |                |          |          |

## Statisztikák
Vezető helyen:
- Ronnie Peterson: 44 (1-18 / 29-54)
- Carlos Reutemann: 4 (19-22)
- Gilles Villeneuve: 6 (23-26)

Ronnie Peterson 10. győzelme, 14. pole-pozíciója, 9. leggyorsabb köre, egyetlen mesterhármasa (gy, pp, lk)
- Lotus 70. győzelme.